# Waverly (Nebraska)
Waverly é uma cidade localizada no estado americano de Nebraska, no Condado de Lancaster.

## Demografia
Segundo o censo americano de 2000, a sua população era de 2448 habitantes.
Em 2006, foi estimada uma população de 2851, um aumento de 403 (16.5%).

## Geografia
De acordo com o United States Census Bureau, a localidade tem uma área de 2,4 km², sem área coberta por água. Waverly localiza-se a aproximadamente 356 m acima do nível do mar.

## Localidades na vizinhança
O diagrama seguinte representa as localidades num raio de 20 km ao redor de Waverly.